# 下密院
下密院，藏语称居美扎倉（藏語：རྒྱུད་སྨད་གྲྭ་ཚང།，威利转写：rgyud smad grwa tshang，THL：Gyü-mé Dra-tsang）位于中国西藏自治区拉萨市城关区北京中路，是藏传佛教格鲁派修习密宗的密乘修院和最高学府。

## 历史
下密院始建于1433年（藏历第七绕迥之水牛年），为宗喀巴八大弟子（即：号称“绛噶哇大师”的嘉祥曲桑、上座桑炯瓦、上府仁钦坚赞、上府强僧哇、垛丹·健白嘉措、格西喜饶扎、杰尊·喜饶僧格、格西白炯瓦）中的第七位杰尊·喜饶僧格创建。
杰尊·喜绕僧格于1382年（藏历第六绕迥之水狗年）生于后藏古尔玛地方。父亲名叫丹巴玛波，母亲名叫曲古扎西。杰尊·喜绕僧格幼年入纳塘寺依止珠巴·吉绕堪钦为师受沙弥戒，学习了藏传佛教各派教法，尤其对香巴噶举派教法研究最深。 1401年到各地游学，到前藏在色拉曲顶听宗喀巴讲授显密教法。1419年（藏历第七绕迥之土狗年）秋，宗喀巴为哲蚌寺阿扎仓大威德金刚本尊开光之后，来至色拉曲顶讲授密法。在法会上，宗喀巴对弟子们多次谕称：“吾之密法谁能继承弘扬之？”无人敢应。杰尊·喜绕僧格遂起立答曰：“大师的密法，弟子能继承发扬！”宗喀巴十分高兴，当即赐其密宗法器、经籍，并鼓励其弘扬佛法，利益有情。依照宗喀巴的旨意，杰尊·喜饶僧格先到桑布通蒙扎仓（即山南的那绕达布扎仓）弘传密法，后来在1426年和师兄根敦珠巴一起赴后藏弘传显宗各部精要，而后返回前藏，于1433年在拉萨创建了密宗院。后来，其弟子杰·贡嘎顿珠在拉萨河上游弘传密法，在小昭寺建立了上部密宗院。因杰尊·喜绕僧格的密宗教法始于拉萨，故称“下密院”。1445年，杰尊·喜绕僧格圆寂，享年63岁。
下密院僧额规定为500人，编为5个康村。设堪布1名、喇嘛翁则1名，任期均为三年；强佐4名，任期四年；格贵1名，任期一年。以上僧职均须报请达赖或者摄政审查任免，其职责和上密院相同。
下密院在“文化大革命”中遭到严重破坏，中共十一届三中全会以后获人民政府拨款修复。2000年代，下密院有僧人50多人，修学密教。
下密院内利用空气旋转的“切玛”周而复始地转动着。寺内一幅名叫“卓玛松锦”的唐卡，无论从何方向观察，画像中人物的眼睛均盯着观察者。下密院二楼的神殿内放有许多彩绘罐子，以彩布密封，名为“鹏布”。罐上绘有两种不同图案，一种代表天上，一种代表海底，罐内装着来自日喀则、山南等地的土壤，藏民每当建房时，均要来下密院请“鹏布”，并将它们埋藏在新建的房屋的顶端，以寓意吉祥平安。

## 建筑
下密院的主要建筑包括经堂、佛殿、辩经场、印经房等等。其中以主殿为最重要的建筑。
- 主殿：设在下密院中央，坐北朝南，四层楼房，房屋共达70多间。
  - 主殿一层：主殿底层南部为大经堂，北部为佛殿，中间有5个门相通。
    - 大经堂：大经堂占地面积882平方米，开间较大，有48根柱，正中4根柱直通二、三层，以承托高敞的天窗。大经堂内可容500多名僧人念经。大经堂四壁绘满了壁画，主要内容是格鲁派故事。大经堂东侧室房内，有12根柱，内供奉有3尊泥塑佛像。大经堂的大门两侧有大幅护法神壁画6幅。
    - 佛殿：佛殿占地面积415平方米，西有厢廊。佛殿内主供宗喀巴三徒泥塑彩绘像，高大约10米。佛殿左右为护法神殿，供有护法神像。

  - 主殿二层：主殿二层平面呈“冂”字形，北端的殿内供奉有无量寿佛及观音菩萨泥塑像，其他房间均为僧舍。
  - 主殿三层：主殿三层也是僧舍。
  - 主殿四层：主殿四层是达赖的居所，面积较小，仅有1根柱。
- 辩经场：主殿西侧有一块辩经场，中间为露天场地，四周是回廊，其南通向印经房。
- 印经房：位于辩经场以南。
- 大门、二门：主殿正前方43米处，原为下密院的大门；主殿正前方40米处，为下密院的二门。两座门的左右两侧是东、西排列的僧舍，现在已经拆除新建。[1]

## 延伸阅读
- 杨辉麟编著. . 成都: 四川人民出版社. 2003. ISBN 7-220-06211-7.
- The Temples of Lhasa——Tibetan Buddhist Architecture from the 7th to the 21st Centuries，by Alexander Andre (2005),Serindia Publications, Singapore